# Longeville-sur-Mer

Longeville-sur-Mer este o comună în departamentul Vendée, Franța. În 2009 avea o populație de 2,356 de locuitori.